# Vegaprogrammet
För andra betydelser, se Vega.
Vegaprogrammet ((ryska): VEnera + GAlleja/ВEнера-ГАллея) var ett sovjetiskt rymdprojekt avsett att utföra undersökningar av Venus, men man använde den även till att undersöka Halleys komet. Programmet utgjordes av två obemannade rymdsonder: Vega 1 och Vega 2.
Besöket vid Halleys komet hade kommit till i ett sent skede av planeringen, till följd av att det amerikanska halleyprojektet avbrutits 1981. Man fick tidigarelägga projektet och minska tiden för studierna av Venus. Den 15 december 1984 skedde uppskjutningen av Vega 1, och den 21:a i samma månad Vega 2.

## Uppdraget
Vega 1 anlände till Venus den 11 juni och Vega 2 den 15 juni 1985. Avsikten med projektet var att undersöka Venus atmosfär och yta. För detta ändamål hade man med sig diverse utrustning som man släppte ned på planeten. Uppdraget blev lyckat och man fick de data man tänkt sig.
Efter denna del av uppdraget tog man hjälp av Venus gravitation för att ge rymdsonderna ny fart för att bege sig mot Halleys komet. Den 6 mars 1986 gjorde Vega 1 sin närmaste passage av kometen, ca 8 890 km från kometkärnan, och den 9 mars var Vega 2 som närmast, 8 030 km. Avsikten var att ta reda på vad kometens kärna bestod av; dimensioner, form, temperatur och vad ytan utgörs av. Projektet var i och med detta avslutat.
| Farkost            | Vega 1                                                                   | Vega 2                                                                   |
| Uppskjutningsdatum | 15 december 1984                                                         | 21 december 1984                                                         |
| Uppskjuten med     | Protonraket                                                              | Protonraket                                                              |
| Vikt               | 4 920 kg                                                                 | 4 920 kg                                                                 |
| Viktiga datum      | 11 juni 1985 - Ankomst till Venus 6 mars 1986 - Passage av Halleys komet | 15 juni 1985 - Ankomst till Venus 9 mars 1986 - Passage av Halleys komet |
| Uppdraget slut     | 1986                                                                     | 1986                                                                     |